# Mare di Dirac

Mare di Dirac con una particella massiva.
• Particelle
• Antiparticelle

Il mare di Dirac è un modello teorico in cui il vuoto viene visto come un mare infinito di particelle a energia negativa. Fu formulato nel 1930 dal fisico britannico Paul Dirac per risolvere il problema posto dagli stati quantistici a energia negativa previsti per l'elettrone dall'equazione da lui formulata.

## Presupposti teorici
L'equazione di Dirac, elaborata per una descrizione dell'elettrone coerente con la relatività ristretta, ammette come soluzioni anche elettroni aventi energia con segno negativo, ciò che costituiva all'epoca un'anomalia assoluta. Inoltre l'energia negativa che caratterizza tali soluzioni non ha un limite inferiore, rendendo impossibile identificare uno stato di minima energia o stato fondamentale del sistema (in genere identificabile con il vuoto) e pertanto trovarlo in una condizione stabile. Per risolvere questo paradosso, Dirac interpretò lo stato fondamentale vuoto come un mare di particelle che occupano tutti gli stati a energia negativa (e quindi li rendono inaccessibili secondo il principio di esclusione di Pauli), in modo da lasciare liberi solo quelli a energia positiva. 
La teoria prevedeva però la possibilità che un elettrone a energia negativa potesse essere soggetto a un salto quantico passando a energia positiva e lasciando una lacuna nel mare a energia negativa; tale lacuna o "buca" in un mare di elettroni era equivalente a una particella con carica elettrica positiva e poteva essere considerata una particella virtuale analoga all'elettrone, ma con carica elettrica opposta. Una particella con tali caratteristiche fu effettivamente scoperta nei raggi cosmici nel 1932 dimostrando di essere una particella reale: il positrone, l'antiparticella dell'elettrone; a tale riguardo Dirac affermò: "la mia equazione è stata più intelligente di me". 
L'ipotesi teorica del mare di Dirac fu in seguito superata con la teoria quantistica dei campi, in cui il positrone è interpretato come un elettrone che viaggia a ritroso nel tempo o, in modo equivalente, come una particella reale identica all'elettrone, ma con carica elettrica positiva.

## Formalizzazione
L'equazione relativistica che lega l'energia, la massa e il momento è:
{\displaystyle E^{2}=p^{2}c^{2}+m^{2}c^{4}},
Nel caso speciale di particelle a riposo (cioè {\displaystyle p=0}) l'equazione si riduce a {\displaystyle E^{2}=m^{2}c^{4}}, usualmente riportata come {\displaystyle E=mc^{2}}. Ma è una semplificazione poiché è possibile anche per l'energia la soluzione con segno negativo, cosicché la corretta equazione che lega l'energia e la massa risultante  nell'equazione di Dirac è
{\displaystyle E={\pm }mc^{2}.}
l'energia negativa essendo interpretata come antimateria.
Allorché anche il momento rientra in gioco, le soluzioni divengono infinite e quelle a energia negativa non sono limitate inferiormente.
{\displaystyle E={\pm }{\sqrt {p^{2}c^{2}+m^{2}c^{4}}}}, rappresentabile come
{\displaystyle E={\pm }|c|{\sqrt {p^{2}+m^{2}c^{2}}}},
Pertanto non è possibile identificare un limite inferiore, cioè uno stato di energia minima da interpretare come stato fondamentale del sistema. L'interpretazione di questo risultato richiede che tutti gli stati a energia negativa siano occupati e che dunque lo stato fondamentale, il vuoto, sia costituito da un mare di particelle che occupano tutti gli stati a energia negativa.

## Nella cultura di massa
- Nella visual novel Chaos;Head e nelle sue trasposizioni, il mare di Dirac è un'importante teoria strettamente legata ai poteri che i Gigalomani possiedono, in quanto essi sono in grado di interagire con la terza dimensione chiamata "-1", piena di particelle negative[1].

- Nel sedicesimo episodio dell'anime Neon Genesis Evangelion, il mare di Dirac è uno spazio creato dall'angelo Leliel in cui Shinji e l'Unità 01 vengono assorbiti. Dato che sia il robot, sia il suo pilota sono composti di materia, mentre il mare di Dirac originato da Leliel è formato da antimateria, unendosi le due entità formano il nulla, che nella semantica delle vicende di Evangelion rappresenta un luogo di smarrimento e non ritorno.[2]